# John Costello (Historiker)
John Edward Costello (* 3. August 1943; † 26. August 1995) war ein britischer Militärhistoriker.

## Leben
Costello wurde in Schottland geboren und studierte Geschichtswissenschaften an der University of Cambridge. Bekanntheit erlangte er durch zahlreiche Werke über den Zweiten Weltkrieg.
Costello lebte zuletzt in Miami. Er starb im Alter von 52 Jahren während eines Fluges von London nach Miami.

## Werke (Auswahl)
- Jutland 1916 mit Terry Hughes, 1976, ISBN 0-86007-362-9.
- The Pacific War, 1981, ISBN 978-0-00-216046-9.
- Mask of Treachery, 1988, ISBN 978-0-00-217536-4.
- Ten Days That Saved the West. Bantam Press, London, 1991.
- Deadly Illusions: The KGB Orlov Dossier mit und Oleg Tsarev, Crown, 1993, ISBN 0-517-58850-1.
  - dt. Der Superagent. Der Mann der Stalin erpresste. Zsolnay, Wien 1993, ISBN 3-552-04423-X.